# Diplosoma migrans
Diplosoma migrans är en sjöpungsart som först beskrevs av Menker och Ax 1970.  Diplosoma migrans ingår i släktet Diplosoma och familjen Didemnidae. Arten har ej påträffats i Sverige. Inga underarter finns listade i Catalogue of Life.